# 3sat

3sat, "Dreisat", är en tyskspråkig public service-TV-kanal, ägd av ZDF och ARD i Tyskland, ORF i Österrike och SRG SSR idée suisse i Schweiz.

## Historia
3sat var från början ett samarbete mellan ZDF, ORF och SRG SSR. 3sat började sända 1 december 1984 som en tyskspråkig kulturkanal via satellit. Under en kort period 1990-1991 var DFF i DDR med i samarbetet innan TV-bolaget avvecklades i samband med återföreningen av Öst- och Västtyskland. 1993 gick tyska ARD med i samarbetet. 
3sat sänder framför allt kulturella TV-program från de olika bolagen. Bland programmen märks Alpen-Panorama som varje morgon direktsänder väderförhållandena i bl.a. Alperna och Wien. Kanalen sänder inte reklam utan finansieras av de olika tv-bolagen. Huvudförvaltning och koordination av 3sat sköts av ZDF i Mainz, Tyskland.
3sat sänds okodad via satelliten Astra (19,2° öst) över hela Europa.
I Tyskland och Österrike sänds kanalen även i det digitala marknätet.
Det österrikiska public-service-TV-bolaget ORF marknadsförde 3sat under en tid som sin tredje TV-kanal i marknätet (ORF 1, ORF 2 och ORF 3sat) som var då avsedd att vara en nischkanal med program som inte sänds i de andra två kanalerna. I oktober 2011 lanserades dock en tredje ORF-Kanal (ORF 3) och marknadsföring av 3sat som tredje ORF-kanal upphörde, ändå sänds båda kanalerna i det digitala marknätet i Österrike.
I Tyskland, Schweiz och Österrike finns kanalen i alla kabelnät. Även i många andra länder sänds 3sat i vissa kabelnät - i Sverige kan kanalen tas emot digitalt via Com Hem (mot en avgift) eller gratis via en parabol riktad mot satelliten Astra (19,2 ° öst). Kanalen finns i både en standardupplöst och en högupplöst version.